# Дінієв Шахін Хадакерім-огли
Шахін Хадакерімогли Дінієв (азерб. Şahin Xadakərim oğlu Diniyev, нар. 12 серпня 1966, Бейлаґан) — радянський та азербайджанський футболіст, що грав на позиції півзахисника. По завершенні ігрової кар'єри — тренер.

## Клубна кар'єра
Народився і виріс в Бейлаґані. З дитинства був захоплений футболом. Завдяки старшому брату, що познайомився з футбольним тренером Володимиром Івановичем Галактіоновим, переїхав у Баку, в спортивний інтернат у селищі Бакіханов.
Починав грати в 1984 році Мінгечаурі за «Автомобіліст». У 1985—1986 роках грав у Баку за «Гянджлік». У 1987 частину сезону провів у дублі «Нефтчі», де забив один гол. З другої половини 1987 року виступав за «Кяпаз». Пізніше виступав ще за «Ністру» (Кишинів) та «Факел» (Воронеж), але надовго там не затримувався і 1990 року повернувся в «Кяпаз», що наступного року змінив назву на «Динамо».
Після розпаду СРСР у 1992 році з кількома одноклубниками перебрався в Росію, де виступав за грозненський «Терек». Після початку збройного конфлікту у Чечні поїхав у Ізраїль, де виступав за «Хапоель» (Тайбе) і тель-авівський «Бейтар».
У 1996 повернувся в Азербайджан, де закінчив свою кар'єру в бакинських клубах «Фарід» та «Динамо».

## Виступи за збірну
17 вересня 1992 року дебютував в офіційних матчах у складі національної збірної Азербайджану в першому історичному матчі збірної після проголошення незалежності. Це була гостьова товариська гра проти Грузії, в якій Дінієв провів усі 90 хвилин, втім його команда програла 3:6.
Всього протягом кар'єри у національній команді, яка тривала 5 років, провів у формі головної команди країни 16 матчів, при цьому в семи з них був капітаном команди.

## Кар'єра тренера
Тренерську кар'єру розпочав у юнацькій (U-16) збірній Азербайджану, далі тренував молодіжну (U-18) команду. Після цього працював з командою «Шафа» (Баку), а 2001 року недовго був наставником грозненського «Терека».
З 2001 року працював у клубі «Карабах» з міста Агдам, з якого пішов у квітні 2004. Тим не менш, при ньому клуб став бронзовим призером чемпіонату в сезоні 200/04.
У серпні 2004 року очолив «Кяпаз». За підсумками сезону 2004/05 гянджинці посіли дев'яте місце серед 18 команд. Через місяць після призначення на посаду головного тренера збірної Азербайджану покинув клуб, зрозумівши, що працювати на два фронти не вийде.
У листопаді 2005 року Шахін Дінієв був призначений головним тренером збірної. Перший матч команда під його керівництвом провела 28 лютого 2006 року в Баку на стадіоні Тофіка Бахрамова проти збірної України. Товариська гра завершилася нульовою нічиєю. Потім в інших товариських іграх були нічиї проти Туреччини (1:1) і Молдови (0:0). 15 серпня 2006 року збірна Азербайджану розгромно поступилася 0:6 в матчі проти України у Києві. Ця гра була заключною товариським матчем перед кваліфікацією на Євро-2008.
При ньому в збірній Азербайджану дебютували не тільки молоді гравці, але також і деякі натуралізовані іноземці. Наприклад, бразилець Леандро Гомес з «Баку».
У жовтні 2007 року, після домашньої поразки збірної від збірної Сербії з рахунком 1:6, подав у відставку, коли команда перебувала на останньому восьмому місці у групі за два тури до кінця відбору. Його місце зайняв македонець Геко Хаджієвський з «Баку».
Після цього майже рік не працював, відхиляючи пропозиції з різних причин і лише у листопаді 2008 року став головним тренером дублюючої команди «Терека». У жовтні 2009 року, після відходу з поста головного тренера основної команди «Терека» В'ячеслава Грозного, очолив першу команду. Керував командою з 20 жовтня 2009 по 3 січня 2010 року. Потім працював помічником у Анатолія Байдачного. У листопаді 2010 року покинув «Терек», бажаючи проводити більше часу з сім'єю.
З жовтня 2013 року по січень 2014 року він займав посаду головного тренера «Рявана», а у травні 2015 року знову очолив «Кяпаз», головним тренером якого був по 2017 рік.

## Особисте життя
Одружений, четверо дітей (три сини і дочка). Сини Керім і Джошгун — теж професійні футболісти.